# 'Abd Allāh ibn Saʿd ibn Abī l-Sarḥ
Abū Yaḥyā ʿAbd Allāh ibn Saʿd ibn Abī l-Sarḥ (in arabo عبد الله بن سعد بن أبي السرح‎?; La Mecca, ... – Ashqelon, tra il 656 e il 658) è stato un Sahaba e il primo ammiraglio musulmano della storia.
Fratello di latte di ʿUthmān b. ʿAffān, era figlio di Saʿd ibn Abī l-Sarḥ. ʿAbd Allāh - che s'era convertito poco prima dell'Accordo di al-Hudaybiyya e che era stato uno dei segretari-redattori di Maometto, da lui incaricato di annotare le Rivelazioni coraniche - curò la costruzione di una forte flotta egiziana, che con lui vinse varie battaglie navali, tra cui la prima importante affermazione navale dei musulmani, còlta contro i Bizantini dell'Imperatore Costante II nella battaglia del 655 che fu chiamata di Phoenix dai Bizantini e di Dhāt al-Ṣawārī (cioè degli alberi) dai musulmani. ʿAbd Allāh ibn Saʿd ibn Abī l-Sarḥ era a quel tempo, in cui califfo era suo fratello di latte, governatore dell'Egitto, anche se risulta essere stato già Walī dell'Alto Egitto per conto del califfo ʿUmar ibn al-Khaṭṭāb. Una delle sue realizzazioni era stata la conquista di Tripoli nel 647, con cui aveva inglobato le regioni tripolitane nella Umma islamica.

## Durante l'età di Maometto
Secondo al-Baydawi, nel suo Tafsir “Anwār al-tanzīl wa asrār al-taʾwīl”, Maometto stava recitando i versetti 12-14 della sūra coranica 23 (detta al-muʾminūn, ossia "dei credenti"), che dice:
e quando Maometto raggiunse la parte che dice:
(Cor. 23:14, trad. di A. Bausani)
ʿAbd Allāh aggiunse a ciò che stava scrivendo: "Sia benedetto Dio, il Migliore dei Creatori!".
Questa aggiunta piacque a Maometto che disse: "Scrivi; perché proprio così è stato rivelato". ʿAbd Allāh però cominciò a nutrire dubbi sul fatto che Dio permettesse a uno scriba d'interpolare qualcosa di suo nella Rivelazione coranica e giunse alla facile conclusione che non tutto quello che Maometto affermava essergli stato rivelato per intermediazione angelica rispondesse al vero. Qualche tempo dopo abiurò quindi l'Islam, abbandonò Medina e tornò alla natia Mecca, dicendo in giro che era Muhammad stesso a comporre il Corano, senza che vi fosse alcun intervento divino.
I musulmani pensano tuttavia che questa tradizione sia falsa, in quanto i versetti in questione (23:12-14) sarebbero stati rivelati a Mecca prima della conversione stessa di ʿAbd Allāh.
Secondo una tradizione islamica, Maometto, entrando a Mecca dopo la sua conquista nel 630, avrebbe ordinato di uccidere assieme a qualche altro nemico acerrimo dell'Islam, proprio ʿAbd Allāh, ma ʿUthmān lo protesse invocando (e ottenendo) il perdono del Profeta in forza del suo essergli fratello di latte (fatto che per il diritto dell'epoca, conservatosi anche in quello sciaraitico, crea un vincolo in tutto e per tutto uguale alla fratellanza di sangue vera e propria). Quando le cose si calmarono, egli fu condotto alla presenza del Profeta, invocandone il perdono e offrendogli tutta la sua genuina lealtà. Tuttavia Maometto non gli strinse la mano in segno di accordo e rimase in silenzio. ʿUthmān gli chiese che lo perdonasse ma solo al terzo tentativo il Profeta accondiscese.  Non appena ʿAbd Allāh se ne andò, Maometto si girò verso i musulmani che lo accompagnavano, dicendo: “Non c'era tra voi un uomo avveduto che, accorgendosi del fatto che non gli davo la mano per accettare la sua dichiarazione di fedeltà, lo uccidesse?”
I Compagni, contriti, risposero: “Non capivamo cosa tu avessi in mente, o Apostolo di Allāh! Perché non ci hai fatto un segno coi tuoi occhi?”
Muhammad replicò: “Non è opportuno per un Profeta fare cenni ingannevoli con gli occhi.”
Questo racconto tuttavia non sembra essere particolarmente affidabile, dal momento che al-Tabari ricorda che, sebbene ʿAbd Allāh ibn Saʿd avesse inizialmente apostatato, per motivi non precisati, egli tornò ad abbracciare l'Islam prima della conquista della Mecca.

## Durante l'epoca del califfo ʿUthmān
Quando ʿUthmān divenne califfo (644), nominò ʿAbd Allāh governatore dell'Egitto, ampliando i poteri attribuitigli dal precedente califfo ʿUmar (634-644) al solo Alto Egitto. ʿUthmān rimpiazzava così il conquistatore del Paese, 'Amr ibn al-'As, e Muhammad ibn Abi Hudhayfa che era il suo aiutante. ʿAbd Allāh giunse con un largo seguito che sostituì il personale esistente e istituì un suo nuovo Diwan, "e ordinò che tutte le tasse del Paese fossero pagate lì".
I Copti videro in lui un "amante dei soldi" che dilapidava quegli introiti per se stesso. A quel tempo una carestia colpì l'Alto Egitto, tanto che molti Copti fuggirono nel Delta. Presto anche l'elemento arabo prese a protestare contro di lui.
Alcune delle proteste sembra siano state istigate dal suo aiutante, Muḥammad ibn Abī Ḥudhayfa. Il padre di questi, Abū Ḥudhayfa, era stato uno dei primi convertiti, morto nella battaglia di 'Aqraba', in Yamama. Muḥammad fu preso sotto la propria ala protettrice da ʿUthmān, che lo allevò come un figlio. Quando Muḥammad giunse alla maggiore età, partecipò ad alcune spedizioni militari e accompagnò ʿAbd Allāh b. Abī l-Sarḥ in Egitto come suo collaboratore. Muḥammad ibn Abī Ḥudhayfa ammonì ʿAbd Allāh a non dilapidare i fondi che raccoglieva e che avrebbe dovuto mandare al Bayt al-māl (erario) di Medina, suggerendogli di cambiare stile di vita, ma inutilmente. Dopo continui tentativi, alla fine Muḥammad ibn Abī Ḥudhayfa perse la pazienza e da amichevole ammonitore si trasformò in antagonista disilluso – prima di ʿAbd Allāh b. Abī l-Sarḥ e poi anche di ʿUthmān che l'aveva nominato e che non lo deponeva. ʿAbd Allāh scrisse al califfo avvertendolo che Muḥammad diffondeva voci sediziose e che se non avesse fatto nulla per fermarlo, la situazione sarebbe diventata insostenibile. ʿUthmān tentò di tacitare il figlio adottivo con una somma equivalente a 30.000 dirham e altri donativi di pregio. Ma Muḥammad non era tipo da farsi comprare e portò denaro e doni nella Grande Moschea dicendo:
“Vedete cosa sta tentando di fare ʿUthmān? Cerca di comprare la mia fede. Ha inviato queste monete e questi doni a me come fossi un corrotto.”
ʿUthmān spedì numerose lettere a Muḥammad per ammansirlo, ma questi seguitò ad aizzare l'opinione pubblica contro ʿAbd Allāh b. Abī l-Sarḥ. Nel 656 un buon numero di maggiorenti dell'Egitto decisero d'inviare una delegazione a Medina per chiedere al califfo che ʿAbd Allāh fosse rimosso dalla sua carica. ʿAbd Allāh anche partì dall'Egitto per difendere se stesso di persona davanti al califfo e, in sua assenza, commise l'inspiegabile errore di lasciare come suo delegato proprio Muḥammad ibn Abī Ḥudhayfa.
Quando ʿAbd Allāh giunse nell'attuale cittadina di Eilat, gli fu detto che la residenza califfale a Medina era assediata e decise quindi di tornare sui suoi passi. Alla frontiera gli fu però detto che Muḥammad ibn Abī Ḥudhayfa aveva impartito ordini affinché gli fosse impedito il rientro in Egitto. Si diresse allora verso la Palestina, attendendo l'evolversi della situazione a Medina. Nel frattempo ʿUthmān fu trucidato e quando ʿAbd Allāh ne venne informato lasciò immediatamente la Palestina, recandosi a Damasco mettendosi sotto la protezione del Walī, Mu'awiya ibn Abi Sufyan, parente del califfo ucciso.

## Morte
Morì tra il 656 e il 658 (36 o 37 del calendario islamico) ad Ashqelon.